# Новое Серёжкино
 Новое Серёжкино  (чув. Çӗнӗ Шешкел) — село в Лениногорском районе Татарстана. Входит в состав Мичуринского сельского поселения.

## География
Находится в южной части Татарстана на расстоянии приблизительно 45 км на запад по прямой от районного центра города Лениногорск.

## История
Основано не позднее 1785 года переселенцами из села Старое Серёжкино. Упоминалось также как Смолькино.

## Население
Постоянных жителей было: в 1824—108 душ мужского пола, в 1859—487, в 1889—885, в 1897—871, в 1910—895, в 1920—895, в 1926—797, в 1938—779, в 1949—765, в 1958—644, в 1970—766, в 1979—647, в 1989—384, в 2002 году 398 (чуваши 96 %), в 2010 году 361.